# Guió
|  | Per a altres significats, vegeu «Guió (desambiguació)». |

Un guió és l'escrit detallat on es decideixen els aspectes literaris, tècnics i gràfics d'un projecte audiovisual. El format del guió està molt reglamentat i utilitza molta argot estandarditzat, seguint una sèrie de normes preestablertes de manera que es desmarca de l'escriptura literària.
És fonamental conèixer a qui hom es dirigeix, és a dir, quin serà el target al que es vol arribar: edat, perfil demogràfic, nivell de coneixements… Per tant, el contingut del guió ha de ser clar i senzill perquè el missatge que vol transmetre l'emissor sigui el mateix que el que rep l'audiència. La varietat d'estructures formals és infinita. Es pot partir d'estructures ficcionals (guió cinematogràfic) o no ficcionals o de formats que combinin ambdues possibilitats.
Un guió, és primer de tot la descripció més o menys precisa, coherent, sistemàtica, comprensible i atraient d'un succés o d'una sèrie de successos. És una forma, que pot estar en constant canvi, és una ficció làbil on les paraules, excepte els diàlegs, són contingents (substitueixen a les imatges).
Es tracta, doncs, per al guionista, de determinar allò que ell considera com a essencial per no ofegar-se en preocupacions imprecises i secundàries, i de saber sobre què ha de, si arriba el cas, fer èmfasi (la subtilesa de la psicologia, la versemblança, la veritat històrica, la intensitat dramàtica, etc.), tot això amb la finalitat de realitzar millor la seva idea.

## Estructura
Un guió consta de macroestructura i microestructura.
Dins de l'estructura del guió s'han de tenir diferents elements que ajuden a compondre la seva macroestructura. La història és l'esdeveniment principal de l'acció, formada pels canvis que han portat al protagonista a una situació diferent a la inicial. La trama és la pauta d'esdeveniments internaments coherents i interrelacionats que donen forma i disseny a una narració, i el resultat de l'elecció que el guionista faci de la seva història serà la trama. El conflicte expressa el canvi en la situació de la vida d'un personatge. El paradigma és l'estructura dramàtica, un esquema conceptual. Una eina per trobar el camí en el procés d'escriptura del guió. Es com un model a escala que ens proporcionarà l'aspecte que té un guió i proporciona el desenvolupament dels actes. Per exemple: primer acte, plantejament, primer nus de la trama; segon acte, confrontació, segon nus de la trama; tercer acte.
La llei de la progressió continua determina que les parts del guió comporten que la tensió dramàtica sigui concebuda per anar creixent fins al final. Per això és necessari l'exposició o part inicial del guió on l'espectador rep tots els elements i punts de partida de la història, el ganxo, que és l'esdeveniment impressionant, estrany o sorprenent que se situa al principi, les escenes, que en una pel·lícula normal seran aproximadament entre quaranta i seixanta i han de tenir un valor i un sentit i proporcionar informació sobre els personatges, el món o la història al públic. Les seqüències o sèries d'escenes contenen habitualment de dues a cinc escenes. Les escenes canvien en aspectes petits l'evolució del guió.
Els actes són una sèrie seqüències que troba el seu punt més important en una escena de clímax. S'aconsellen tres actes que es corresponen amb l'exposició, conflicte i desenllaç. El clímax o punt culminant de la progressió dramàtica se situa al final del guió i després no pot haver-hi més que escenes de resolució i distensió, i en el desenllaç on es resolen cada un dels conflictes que han sorgit al relat.

### Idea
La idea és el punt de partida d'un guió, és el motor de la història que es desenvoluparà. Aquesta és la prova viva de la narració i pot provenir d'un somni, una conversa, la notícia d'un diari, etc.

### Storyline
L'story-line és el pas de la idea a la història. Consisteix a concretar quins seran els protagonistes principals, el seu objectiu i els obstacles amb els quals es trobaran. La redacció ha de ser breu i esquemàtica i s'ha de poder explicar en poques paraules de manera global.

### Sinopsi argumental

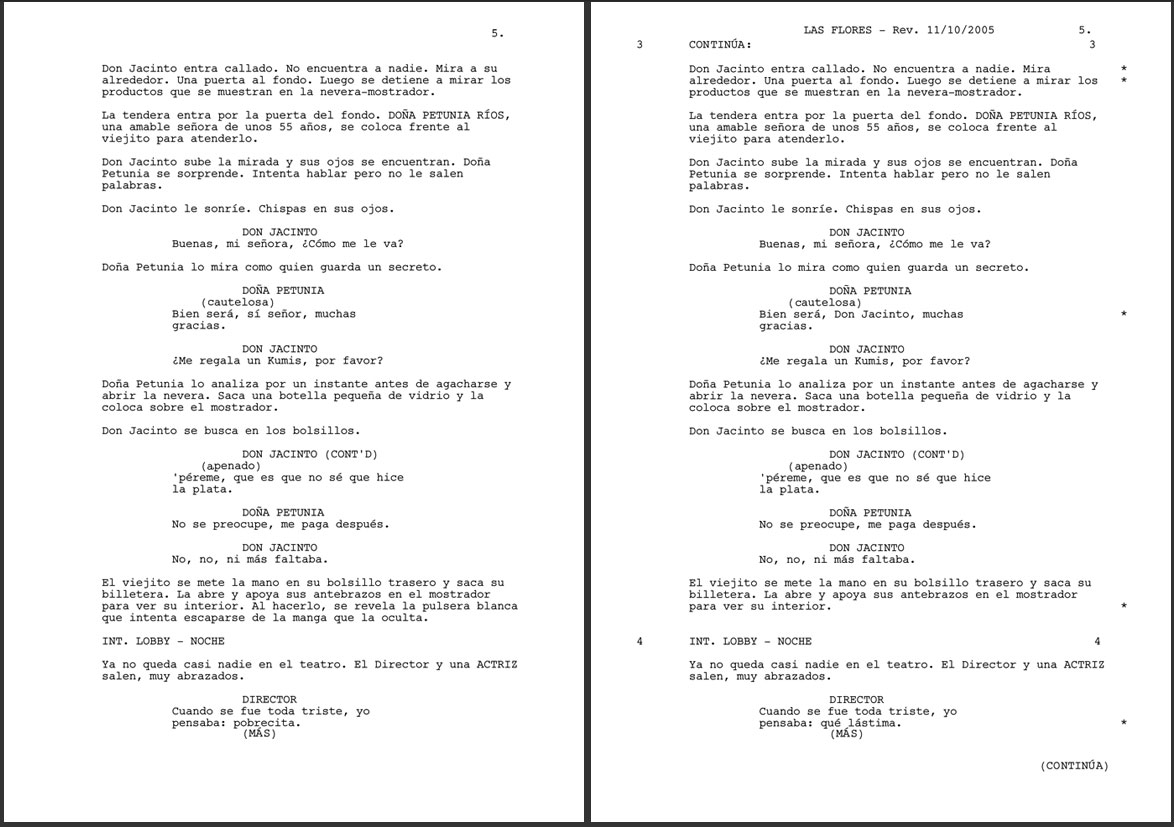
Exemple de guió literari.

Un cop s'ha pensat en la història en la qual es basarà el guió, s'ha d'explicar en detall les diferents accions, personatges i localitzacions que apareixeran. L'extensió del document dependrà del nivell de detall que vulgui donar el guionista a la història. Per explicar l'argument s'ha d'utilitzar un llenguatge clar perquè després caldrà transformar-ho en imatges (storyboard).
En la sinopsi cal destacar els personatges, temps i localitzacions. Els personatges són els que carreguen el pes de l'acció, fan avançar la història amb la seva pròpia evolució i perquè aquesta funcioni cal que aquests es moguin, canviïn, creixin o caiguin. A l'hora de crear un personatge cal tenir en compte quin tipus de personatge és, ja que en una mateixa història podem trobar personatges principals, que són més complexos i tenen més matisos, i personatges secundaris que són més plans i no es descriuen amb tant de detall. A l'hora de desenvolupar el personatge protagonista, es recomana que el guionista es faci una biografia d'aquest, per tal que sàpiga quins són els seus orígens, gustos, hobbies i, sobretot, el seu somni, desig i necessitat. Altres autors afegirien el disseny del personatge basat en la caracterització física i psíquica. Aquesta ha de fer que l'espectador simpatitzi amb el personatge generant-li així una esperança (quan està a punt d'aconseguir un objectiu) i un temor (quan s'enfronta a un obstacle). Cal definir i acotar on es desenvolupa l'acció i el temps en el qual es produeix (marc temporal de la història).

### Guió cinematogràfic
El guió cinematogràfic, també conegut com a screenplay o script, és un tipus de guió que serveix de base per una producció audiovisual a realitzar, és a dir, conté una explicació detallada de com serà el resultat del projecte. Normalment, a la indústria audiovisual, s'acostuma a fer servir aquest tipus de guió per vendre una idea o fer una proposta a un productor financer.
Pel que fa al contingut, aquest tipus de guió conté les dades més importants sobre la història o el plot que es vol representar com, per exemple, els diàlegs, les escenes i les diverses seqüències. Tanmateix, el guió cinematogràfic no inclou informació sobre els aspectes tècnics que es requeriran durant l’elaboració de la peça audiovisual com les càmeres que es faran servir, els plànols, la il·luminació, el vestuari, etc.

### Guió literari
És l'etapa posterior a la sinopsi argumental on es fa la divisió per escenes. En aquest hi apareixen les accions, els diàlegs dels personatges, la localització i el temps. Els diàlegs tenen tres funcions: caracteritzar els personatges, aportar informacions importants i fer avançar la trama. El resultat d'això és l'esborrany del primer guió.
A diferència del guió cinematogràfic, el literari és una mica més complex i la seva finalitat no és aconseguir l’aprovació de ningú, sinó que l’equip de treball pugui captar perfectament què es vol explicar o narrar, i com es vol transmetre. Per assolir aquest objectiu, el guió literari ha de descriure tot el que l’espectador veurà en mirar la peça, i ho farà de manera senzilla, però amb els detalls necessaris. En definitiva, el guió literari descriu el contingut audiovisual des del punt de vista de l’espectador i de les escenes. Amb relació a l’elaboració d’aquest tipus de guió, aquest acostuma a ser elaborat separant les escenes i ordenant-les cronològicament, a excepció de les que són una mica més complexes en l’àmbit temporal com els flashbacks o els flashforwards, les quals se solen descriure a part del guió principal o són marcades amb asteriscs o caràcters especials per indicar que són diferents o que no pertanyen cronològicament on estan situades. També és fonamental especificar en cada una de les escenes que s'esmentin al guió, la localització, si és interior o exterior, l’hora del dia, entre altres elements que permetin situar a l’espectador en el context temporal del clip.

### Guió tècnic
El guió tècnic és el document de producció representat en una graella que conté la informació necessària per a executar cadascun dels plans que l'obra audiovisual requereix. Ha de contenir els següents apartats: seqüències, escenes, pla, vídeo, àudio, temps parcial del pla, temps total del metratge. Els plans han de seguir un ordre cronològic encara que es visualitzi el mateix pla. A la graella s'hi poden afegir els apartats que s'escaigui segons les necessitats de la realització del projecte audiovisual.
| Seqüència | Escena | Pla | Vídeo     | Àudio                                | Temps parcial | Temps total |
| --------- | ------ | --- | --------- | ------------------------------------ | ------------- | ----------- |
| 2         | 1      | 6   | Pla mitjà | Laura: A quina hora et va bé quedar? | 00.00.03      | 00.10.45    |

### Storyboard
El Storyboard és un conjunt d'il·lustracions mostrades en seqüència que substitueixen la informació descriptiva amb l'objectiu d'explicar què succeeix a la història. A peu d'imatge s'hi poden afegir anotacions per aclarir les accions o moviments dels personatges.
El guió il·lustrat, també conegut com a Storyboard, és un dels guions més visuals i fàcils d’entendre, ja que, com bé diu el seu nom, és il·lustrat. Es tracta d’un document que té un format de còmic, on cada dibuix representa una escena que, posteriorment, s'haurà de traslladar a la pantalla gran. Aquest tipus de guió és molt útil perquè els realitzadors i productors del clip puguin tenir una idea clara de què es pretén gravar i transmetre als espectadors. De fet, és molt habitual l'ús de l’Storyboard pels clips animats, ja que els dibuixos del guió es traslladaran directament a l’animació. D’altra banda, aquest guió també té gran utilitat a l’hora de coordinar el rodatge amb la part artística del projecte, ja que permet desenvolupar a la perfecció tots els decorats físics o en 3D. Pel que fa a la seva estructuració i composició, els Storyboards més habituals són els que segueixen l’estil americà: un document en format de còmic, amb vinyetes de mides uniformes depenent de l'enquadrament que es vulgui fer amb la càmera.

### ElLadder Scripto escaleta
El tipus de guió menys complex que hi ha és l’escaleta, altrament anomenat Ladder Script. És considerat el guió més simple perquè es tracta d’una mena de resum del producte audiovisual que es vol crear. També és considerat un guió intermedi entre el literari i el tècnic, sobretot en les grans produccions.
Bàsicament, el Ladder Script consisteix en una llista de totes les escenes, seqüències o situacions que s'han de gravar, juntament amb una petita descripció al costat de cadascuna. En el cas de produccions grans, aquesta breu llista es pot considerar una mena d’esborrany del guió literari, que serà elaborat posteriorment. Respecte a la seva utilitat, l’escaleta servirà als càmeres per guiar-se dins el rodatge de manera senzilla, sense gaires complicacions. A més a més, també és útil per poder controlar i preveure les imatges que s'han de gravar per a després, poder realitzar un bon muntatge.

### Guió gràfic
Tipus de guió semblant a l'storyboard que incorpora especificacions tècniques o diàlegs dels personatges. Seria un tipus de document molt semblant al còmic.

### Animàtica o animatrònica
Es tracta d'un procés que consisteix a passar el guió gràfic per un editor de vídeo, el resultat d'aquesta operació serà una mena d'animació que ens ajudarà a temporalitzar els diferents plans del projecte audiovisual.

## Presentació del guió literari
El primer que s'ha de tenir en compte a l'hora de presentar un guió és realitzar una portada que ha d'incloure el títol del guió, el nom i cognoms dels guionistes que l'han fet i el número de propietat intel·lectual en el cas que el guió s'hagi registrat per evitar possibles plagis.
Durant tota la redacció del guió cal mantenir la mateixa tipografia i cos de lletra. No poden haver-hi cursives, negretes, ni paraules subratllades.
L'ús de majúscules es reserva únicament al nom dels personatges que apareix abans del diàleg i quan s'esmenta per primera vegada el nom d'un personatge que no ha aparegut encara en escena. A part, també s'utilitza per indicar sons i sorolls que el guionista considera imprescindibles i per indicar l'encapçalament de cada escena on s'especifica el número d'escena, si és interior/exterior, la localització i si és de dia o de nit (en cas que l'escena s'hagués de gravar amb un tipus de llum especial també caldria indicar-ho en aquest apartat). Un exemple per aclarir aquest apartat és el guió The apartment de Billy Wilder i I.A.L. Diamond comentat per Jaume Duran.
Cal considerar una sèrie d'aspectes formals a l'hora d'escriure un guió per la seva correcta presentació:
- Entre l'encapçalament i la descripció hi ha un espai.
- Entre la descripció i el diàleg també un espai.
- Entre les escenes dos espais.
- Entre el diàleg no hi ha espai interlineal.
- El nom del personatge ha d'estar centrat i tabulat a l'esquerra.

## Aspectes a tenir en compte
Durant tot el procés de realització d'un guió, cal tenir en compte diversos aspectes per a obtenir un projecte audiovisual de qualitat. A part, es poden donar alguns imprevists que es poden resoldre seguint una sèrie de mecanismes.

### Indicacions prèvies a la realització d'un guió

#### Estructura en 3 actes
La regla de les unitats és només un fonament, no una fórmula. Hi ha obres audiovisuals que en poden contenir més, però són una excepció.
El Primer acte presenta el personatge principal en la seva rutina. En un moment determinat, la normalitat d'aquest personatge es desequilibra a causa d'un incidint desencadenant. A partir d'aquí al protagonista li sorgeix un objectiu i l'ha de complir per tal de tornar a l'estat inicial. Aquest fet el perseguirà durant tota la història i es resoldrà al clímax final.
Al Segon acte al protagonista li van apareixent una sèrie d'obstacles que poden ser actius (conflicte extern) o estàtics (conflicte intern) que ha d'anar resolent fins a arribar a un grau de dificultat màxima. És en aquest moment en què es plantegen dues possibles opcions: pot semblar que el protagonista aconsegueixi el seu objectiu o que no se'n surti. Això suposaria el clímax final. En aquest acte també poden aparèixer trames secundàries que complementin la trama principal.
El tercer acte significa la resolució del conflicte de manera positiva o negativa. Pel que fa a la durada de cada acte, el primer es du a terme durant els primers 15 minuts del film. El segon té un temps aproximat de 70 minuts. Finalment, el tercer conclou la trama en uns 5 minuts.

#### Disseny en 5 parts
És una proposta que planteja un esquema semblant a l'estructura dels 3 actes però incorpora complicacions progressives posteriors a l'incident desencadenant i una crisi per part del protagonista causades per les complicacions comentades anteriorment.

#### Escaleta
Un cop realitzada la sinopsi argumental del guió, aquelles propostes que no formin part dels guions de ficció poden utilitzar l'escaleta. Aquesta consisteix en l'organització de la trama en seqüències. Cada seqüència està formada per un grup d'escenes que formen una unitat dramàtica. L'estructura permet preveure les necessitats fonamentals i establir els punts clau del rodatge. Funciona com un guió no tancat, que no vol dir que sigui incomplet.
Exemple:
Escena 1 - Centre de la ciutat de Gaza - Exterior - Dia

### Recursos d'explotació

#### Tríada
Consisteix a repetir la mateixa acció tres vegades al llarg de la història amb la particularitat que la tercera vegada l'acció canvia. (A-A-A') 
Hi ha alguns autors que han intentat utilitzar aquest recurs introduint més vegades la mateixa acció però, això provoca un rebuig per part de l'espectador.
Exemple (Small Time Crooks de Woody Allen): 
El personatge que interpreta Woody Allen intenta accedir al pis superior de la casa on es troba. El problema és que no vol ser descobert i les dues primeres vegades que ho intenta algú l'interromp. Finalment, a la tercera vegada ho aconsegueix.

#### Scrimmage
Recurs que s'utilitza com a happy end que consisteix a unir tots els personatges en una escena final per concloure el film.

#### Milking
Consisteix a treure el màxim partit a una situació, utilitzant el mínim de recursos possibles. Té a veure amb el concepte d'economia de guió.
Exemple:
Es vol realitzar un film ambientat als Alps però no es disposa de suficient pressupost per a desplaçar a l'equip tècnic i artístic fins a Suïssa. Així doncs, es simulen les localitzacions amb elements característics de la localitat.

#### Topper
Consisteix a enriquir una situació ja tancada amb un element que agradi a l'espectador.
Exemple (When Harry met Sally de Rob Reiner):
En una de les escenes es mostra als protagonistes menjant a un restaurant, quan la Sally simula un orgasme. Al final de l'escena la dona de la taula del costat demana al cambrer que li serveixi el mateix que està prenent la Sally.

#### Deus exmachina
Consisteix a introduir a la trama una acció fortuïta que dona solució a un problema que aparentment per l'espectador no en tindria. Aquest mecanisme sovint s'utilitza per resoldre problemes en el guió, ja que el guionista ha portat la situació a l'extrem. Exemples d'aquest fenomen serien les pel·lícules de James Bond.

### Geografia suggerida
A l'hora de realitzar un guió el guionista ha de tenir present que l'espectador ha d'estar ben informat i ubicat en l'explicació dramàtica, ha de saber en tot moment què està passant, tant a nivell temporal com local.

### Suspens i ironia dramàtica
El suspens és un concepte que en general no està ben entès. Aquest consisteix en no donar certa informació a l'espectador per tal d'espantar-lo en l'espera. Les qüestions dramàtiques estan lligades amb el suspens però, el podem trobar a altres gèneres com la comèdia.
Per generar suspens s'ha de tenir en compte una sèrie de condicions:
- El personatge protagonista ha de tenir una voluntat molt alta per atendre el seu objectiu.
- Els obstacles que es generin en aquest suspens han de ser molt forts però no impossibles.
- L'espectador ha d'estar ben informat dels elements del drama.
- El protagonista ha de crear una certa empatia a l'espectador.

La ironia dramàtica està també relacionada amb el suspens però, en aquesta situació l'espectador si està ben informat. Així doncs, s'elimina la curiositat i genera certa preocupació.